# مبوليلو مابيزيلا
مبوليلو مابيزيلا (بالإنجليزية: Mbulelo Mabizela)‏ (مواليد 16 سبتمبر 1980 في بيترماريتزبرج) لاعب كرة قدم جنوب أفريقي دولي يجيد اللعب في خط الدفاع. يلعب حاليا لصالح نادي بلاتينيوم ستارز الجنوب الأفريقي منذ سنة 2009.

## روابط خارجية
- مبوليلو مابيزيلا على موقع قاعدة بيانات كرة القدم.إي يو (الإنجليزية)
- مبوليلو مابيزيلا على موقع ناشيونال فوتبول تيمز (الإنجليزية)
- مبوليلو مابيزيلا على موقع عالم كرة القدم.نت (الإنجليزية)